# Preparación para el Trabajo y Defensa de la URSS

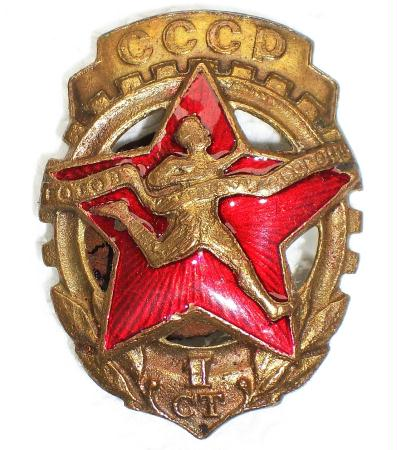
Una insignia de prueba

La Preparación para el Trabajo y Defensa de la URSS, ruso: Готов к труду и обороне СССР» (ГТО), Preparación para el Trabajo y Defensa de la URSS (PTD) - programa de preparación física en las organizaciones educativas, profesionales y deportivas de la URSS, basada en el sistema de la educación patriótica de la juventud, unificada y apoyada por el Estado.
Existía desde 1931 a 1991, incluyendo a ciudadanos de entre 10 y 60 años. 
El 24 de marzo de 2014, el presidente de la Federación Rusa, Vladímir Putin, firmó un decreto sobre el retorno del sistema de la preparación para el trabajo y defensa. Según las palabras del ministro de educación Dimitri Livanov, empezando en 2015, los resultados de las pruebas de PTD se van a tener en cuenta a la hora de acceder a estudios universitarios. 
La insignia de PTD
La superación de las pruebas se premiaba con insignias especiales. Para recibir una de esas insignias hacia falta completar varias pruebas, pro ejemplo: correr 100 metros con velocidad determinada, saltar al agua desde un trampolín, hacer un número concreto de flexiones etc.
Dependiendo del nivel de logros, los que competían para superar las pruebas de cada nivel se premiaban con una insignia dorada o plateada de PTD, los que completaban las pruebas a lo largo de varios años, obtenían la insignia del "honorable PTD". Los colectivos de corporaciones, instituciones, organizaciones que conseguían logros especiales por la integración de complejos PTD en la vida cotidiana de sus trabajadores, recibían la insignia de " por el éxito en el trabajo de los complejos PTD".
Las insignias de PTD (las primeras versiones) se fabricaban de cobre y se cubrían de esmaltes calientes, más adelante, se empezaron a fabricar en masa las insignias de aluminio con la cobertura de esmaltes fríos. Las insignias se fijaban con una especie de tornillo o imperdible. 
Historia
El programa aprobado en 1931 se componía de dos partes:
- PTD para escolares de entre 6-13 años (4 grupos)

- PTD para escolares y el resto de la población mayores de 16 años (3 grupos).

Las pruebas y los requerimientos se modificaban periódicamente:
En 1934 apareció un complejo llamado : Estate preparado para el trabajo y la defensa.
Más modificaciones se realizaron en los años 1940, 1947, 1955, 1959, 1965.
El último complejo PTD unificado de todos los soviets se estableció el 17 de enero de 1972 por el consejo de los ministros de la URSS.
Ese complejo tenía 5 grupos de edad. I-"Valientes y habilidosos":10-13 años, II - "El turno del deporte": 14-15 años, III-"Fuerza y valentía" : 16- 18años, IV- "La perfección física": varones entre 19 y 39, mujeres entre 19 y 34,V - "ánimo y salud" : varones 40- 60 años, mujeres:35-55. 
Indicadores cuantitativos
Desde 1931 a 1941 la cantidad de personas que superaron las pruebas de PTD I múltiples llegó a ser de 6 millones, en PTD II : más de cien mil.
Desde 1974 se organizaban competiciones de PTD ( En el 1975 participaban 37 millones de personas, en la final : 500, a los finalistas del grupo IV se les otorgaba un título deportivo internacional en la prueba múltiple).

## Publicaciones
- «Готов к труду и обороне СССР» // Большая Советская Энциклопедия / под ред. А. М. Прохорова. 3-е изд. Том 7. М., «Советская энциклопедия», 1972.
- Военная подготовка населения // Великая Отечественная война 1941 - 1945. Энциклопедия / редколл., гл. ред. М. М. Козлов. М., "Советская энциклопедия", 1985. стр.145
- «Готов к труду и обороне СССР» (ГТО) // Большой энциклопедический словарь (в 2-х тт.). / редколл., гл. ред. А. М. Прохоров. том 1. М., "Советская энциклопедия", 1991. стр.330

- Datos: Q1985242
- Multimedia: Ready for Labour and Defence of the USSR / Q1985242